# Aulus Platorius Nepos

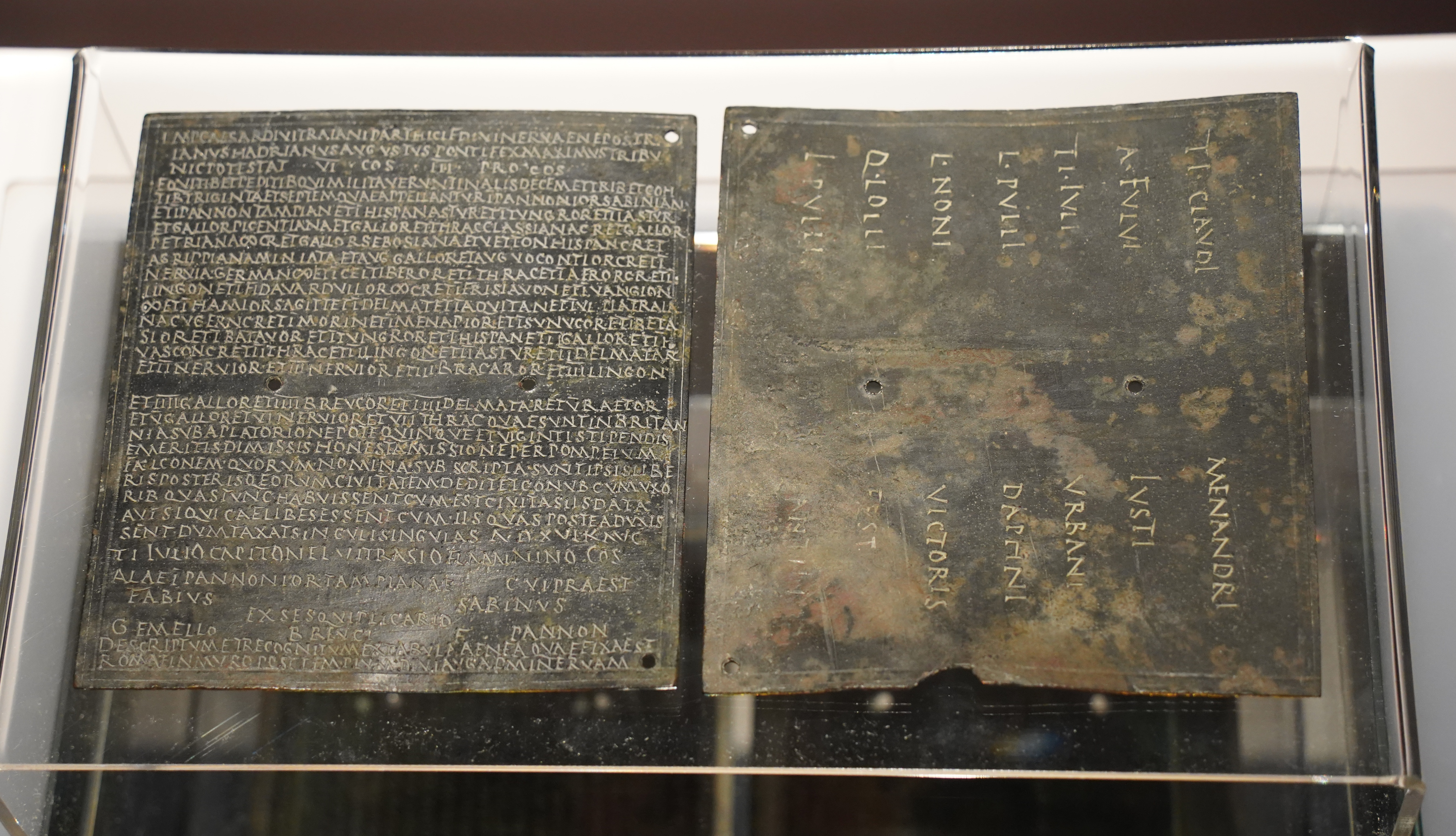
Das Militärdiplom des Jahres 122

Aulus Platorius Nepos Aponius Italicus Manilianus Gaius Licinius Pollio (kurz auch Aulus Platorius Nepos; der volle Name ist belegt aus einer Inschrift) war ein römischer Politiker des frühen 2. Jahrhunderts n. Chr. Er amtierte als Statthalter von Thrakien, Germania Inferior und Britannien.

## Leben
Wie Anthony R. Birley feststellt, ist Nepos’ Karriere in zwei Punkten ungewöhnlich. Erstens ist er der einzige Statthalter Britanniens vor der Zeit des Kaisers Severus Alexander, dessen Karriere mit dem niedrigen Posten des „Vigintisexvirats“ begann und der trotzdem später als „Kandidat des Kaisers“ für einen höheren Posten kandidierte. Leider geht aus der Inschrift, in der diese Information belegt ist, nicht genau hervor, für welchen Posten er durch den Kaiser Trajan vorgeschlagen wurde. Zweitens ist er einer von nur drei bekannten Amtsträgern in Britannien (die anderen sind Lucius Flavius Silva Nonius Bassus (Konsul 81) und Gaius Bruttius Praesens (Konsul 139)), die nach einem einzigen höherrangigen propraetorischen Amt zum Konsul ernannt wurden.
Es ist unklar, wo er geboren und aufgewachsen ist. Weil er aber ausdrücklich als Freund des Kaisers Hadrian vor dessen Machtantritt beschrieben wurde und beide derselben Tribus (Sergia) angehören, ist Birley der Ansicht, dass es „nicht unwahrscheinlich“ sei, dass Nepos aus Südspanien kam; er stellt außerdem fest, dass der Gentilname Platorius in der Provinz Baetica anderweitig bezeugt ist.
In den letzten Jahren des 1. Jahrhunderts diente Nepos als Tribun der Legio XXII Primigenia in Mainz unter dem Befehl des Statthalter von Germania Superior, der Hadrians Vorgänger Trajan auf ihn aufmerksam machte. Tatsächlich wurde Nepos wenig später von Trajan für ein Amt vorgeschlagen – ein solcher Vorschlag durch den Kaiser kam der sicheren Ernennung gleich. Wahrscheinlich im Jahr 111 wurde er zum Praetor gewählt und dann in den Jahren 112/113 zum Beauftragten für drei große Straßen in Etrurien (Via Cassia, Via Clodia, Via Ciminia), bevor er während Trajans Partherkrieg Legat der Legio I Adiutrix wurde. Als im Jahr 117 Hadrian den Kaiserthron bestieg, wurde Nepos Statthalter von Thrakien, dann amtierte er im Frühjahr 119 als Konsul. Kurz darauf wurde er zum Statthalter von Germania Inferior ernannt und empfing in dieser Funktion Kaiser Hadrian während seiner Reise durch das Reich im Jahr 121. Daraufhin begleitete er Hadrian 122 nach Britannien, wo er Statthalter dieser Provinz wurde und den Bau des Hadrianswalles beaufsichtigte. Er brachte wahrscheinlich die Legio VI Victrix vom Festland mit, um den Bau zu unterstützen und vielleicht die Legio VIIII Hispana zu ersetzen, die um das Jahr 108 Britannien verlassen hatte. Seine Amtszeit als Statthalter des römischen Britanniens lässt sich durch zwei Militärdiplome ungefähr verorten, auf denen er als Amtsträger genannt ist und von denen das eine vom 17. Juli 122 und das andere vom 15. September 124 stammt. Der Beginn seiner Statthalterschaft dürfte noch auf das Jahr 122 zu datieren sein; ob beziehungsweise wie lange er nach 124 noch im Amt blieb, lässt sich aufgrund der Quellenlage nicht feststellen.
Nach seiner Zeit in Britannien war Nepos anscheinend nicht mehr politisch aktiv. Ziegelsteine, die seinen Namen tragen und auf das Jahr 134 datiert werden, zeigen, dass er ein Ziegelwerk in der Nähe von Rom besaß. Zu einem nicht bekannten Zeitpunkt war Nepos als Augur tätig – in der Inschrift, die die politische Vita des Nepos enthält, steht dieses religiöse Amt separiert von den restlichen Tätigkeiten und lässt sich daher nicht zeitlich einordnen. Die spätantike Biographiensammlung Historia Augusta, die allerdings als eher unzuverlässige Quelle gilt, behauptet zweimal, dass Hadrian seinen alten Freund später verabscheut habe.